# Igrzyska Małych Państw Europy 2001

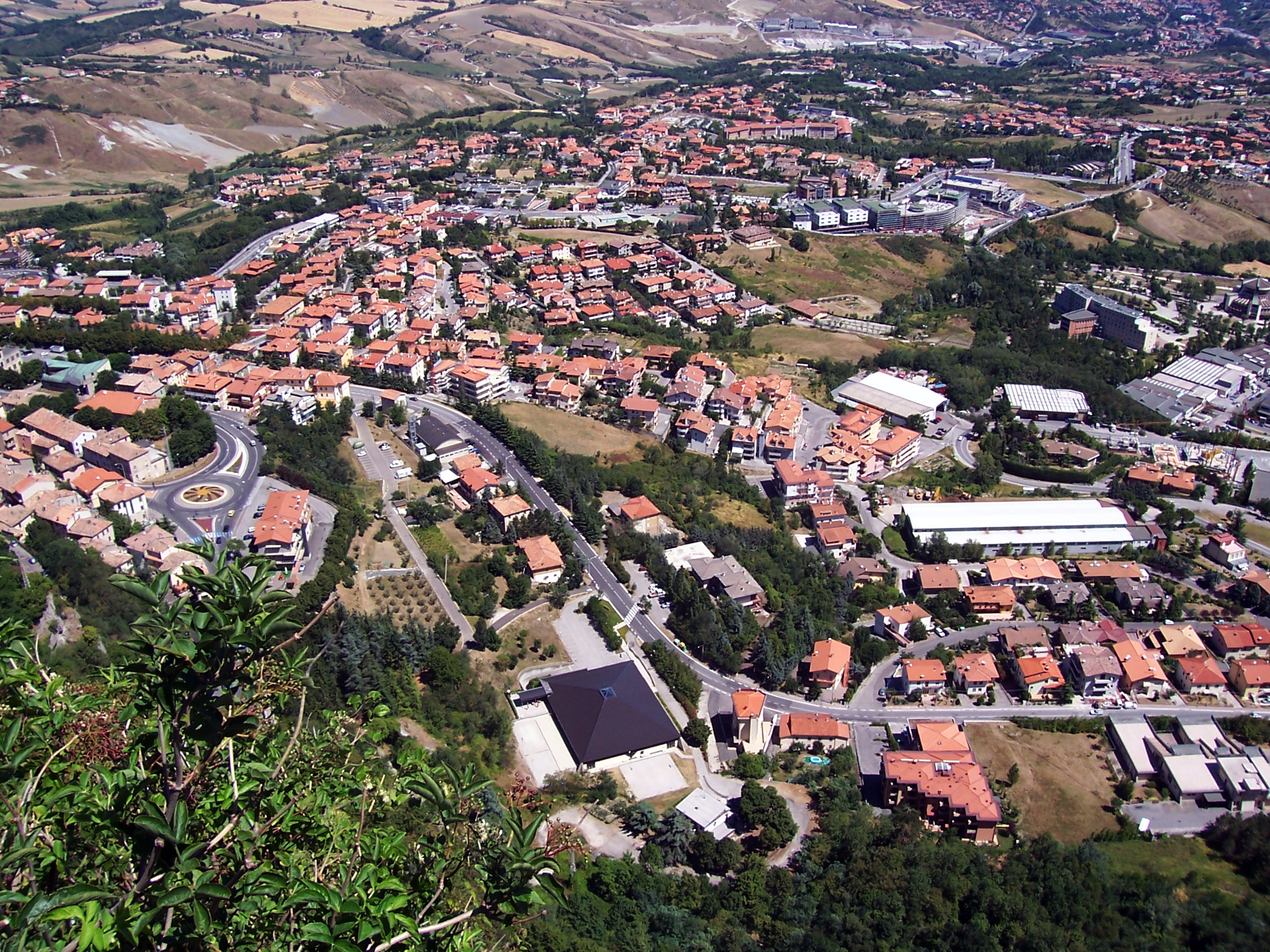
San Marino drugi raz gościło uczestników igrzysk

9. Igrzyska Małych Państw Europy – dziewiąta edycja igrzysk małych krajów została zorganizowana w San Marino. Kraj ten po raz drugi gościł uczestników zawodów. 

## Klasyfikacja medalowa
| Klasyfikacja medalowa | Klasyfikacja medalowa | Klasyfikacja medalowa | Klasyfikacja medalowa | Klasyfikacja medalowa | Klasyfikacja medalowa |
| --------------------- | --------------------- | --------------------- | --------------------- | --------------------- | --------------------- |
| Pozycja               | Kraj                  | Złoto                 | Srebro                | Brąz                  | Suma                  |
| 1                     | Islandia              | 31                    | 18                    | 16                    | 65                    |
| 2                     | Cypr                  | 27                    | 21                    | 17                    | 65                    |
| 3                     | Luksemburg            | 12                    | 24                    | 16                    | 52                    |
| 4                     | San Marino            | 12                    | 8                     | 16                    | 36                    |
| 5                     | Malta                 | 7                     | 12                    | 16                    | 35                    |
| 6                     | Monako                | 5                     | 8                     | 14                    | 27                    |
| 7                     | Andora                | 5                     | 6                     | 7                     | 18                    |
| 8                     | Liechtenstein         | 2                     | 2                     | 2                     | 6                     |